# Euroformula Open
L'Euroformula Open (conosciuto precedentemente come  Campionato spagnolo di Formula 3 e successivamente European F3 Open) è un campionato motoristico, con base in Spagna. È uno dei campionati impieganti vetture di Formula 3 che si disputano in  Europa. Sorto nel 2001, cambiò nel 2009 denominazione in European F3 Open. Dal 2014 è chiamato con la denominazione attuale.

## La storia

### Le origini

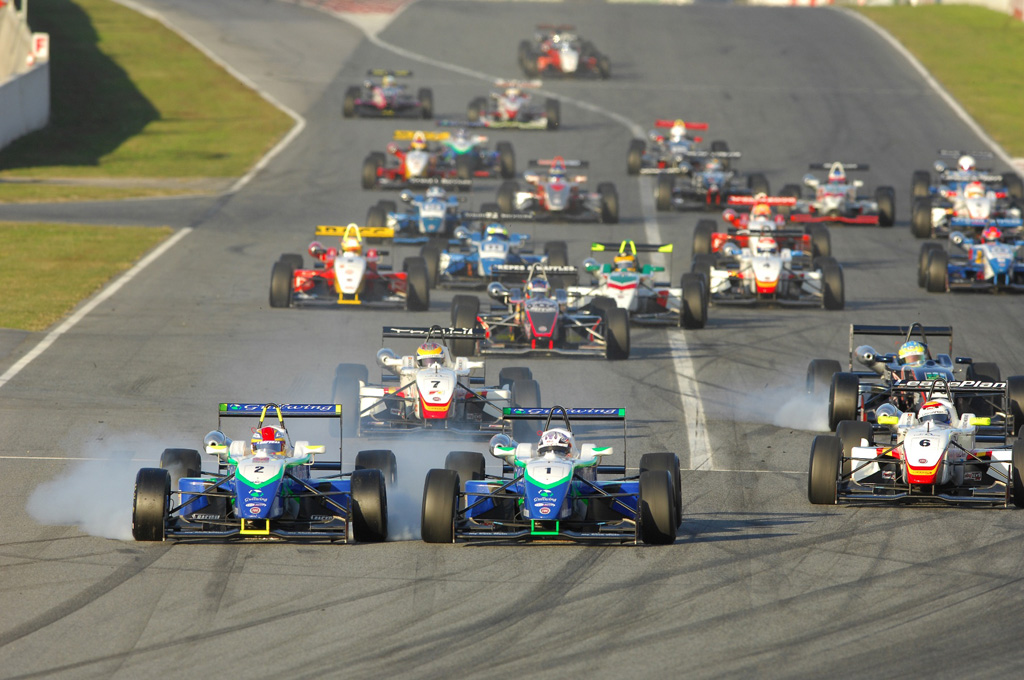
esempio di una fase di gara della European F3 Open nel 2007

Il campionato spagnolo venne creato nel 2001 per dare seguito al grande interesse per l'attività motoristica che si è verificato in Spagna in anni recenti, e per dare una formazione ai piloti destinati all'Euro Open Movistar by Nissan, campionato da cui poi sorse la World Series by Renault.
Il campionato riscontrò un buon successo anche grazie al limitato budget necessario per competervi. Lo sviluppo della World Series e l'approdo di ben tre team spagnoli alla GP2 ha reso ancora più importante il campionato come 'punto di partenza' per la carriera dei giovani piloti.

### I cambi di denominazione
Dal 2009 al 2013 il campionato è stato denominato European F3 Open, sostituendo di fatto la F3 spagnola. Ciò è avvenuto per dare allo stesso un contenuto più internazionale e renderlo ancora più competitivo nei confronti del campionato più seguito di F3 in Europa, il F3 Euro Series. A partire dal 2014 la categoria viene rinominata Euroformula Open, in seguito alle pressioni da parte della FIA, che ha vietato l'utilizzo della denominazione Formula 3 a quei campionati che non avessero aderito alla nuova regolamentazione sui motori. Il campionato spagnolo viene nuovamente assegnato dal 2014, come sotto categoria della serie principale, tenendo conto soltanto di alcune gare del campionato.

## La struttura
Come già la F3 britannica, la  F3 Euro Series e la F3 asiatica il campionato incorpora una divisione cadetta riservata alle vetture più anziane. La Copa F300, creata nel 2005, dà la possibilità a piloti con disponibilità economiche ridotte di mettersi in luce. Il nome deriva dallo specifico tipo di vetture che sono ammesse alla Copa: le Dallara F300, costruite appunto nel 2000.

## Aspetti tecnici

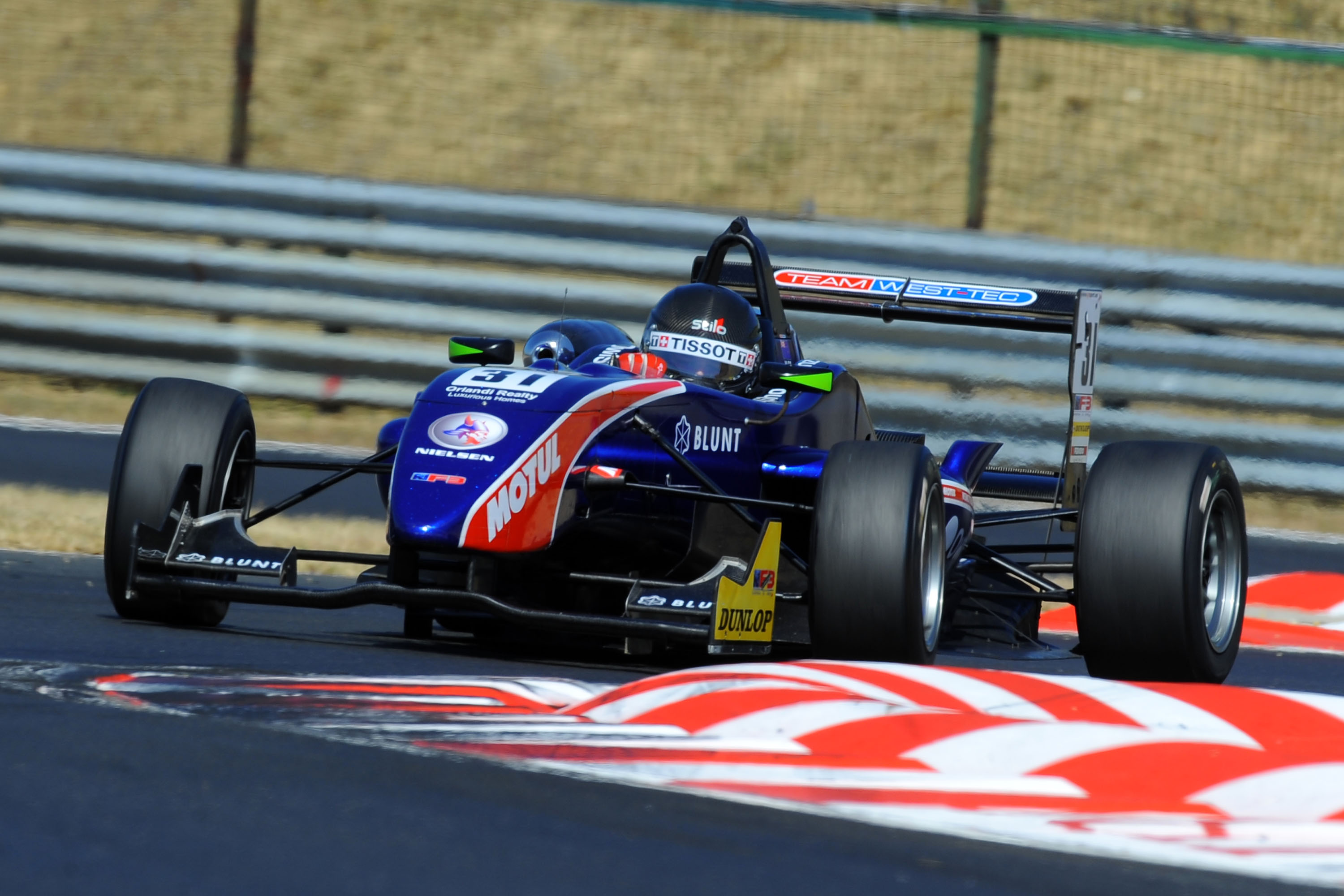
Esempio di vettura da Euro F3 usata nel 2012

L'European F3 Open Championship ha un approccio tecnico già presente nel campionato asiatico di F3, in cui vi è un solo fornitore sia di telaio che di motore. Nel campionato vennero ammessi solo propulsori Toyota,  preparati dalla TOM'S, montati su telai Dallara. Dal 2007 al 2010 la Toyota è stata sostituita dalla FIAT, sulla base di un accordo triennale. Successivamente, dal 2011, la casa giapponese ha nuovamente sostituito quella torinese. La casa giapponese ha poi ripreso nuovamente la fornitura.

## Aspetti sportivi
L'uso dei motori TOM's-Toyota spinse la Toyota ad offrire al vincitore di ogni stagione un test su una monoposto di Formula 1. Il primo a beneficiarne fu il campione del 2004, Borja García, che poi corse in GP2.
Tra il 2001 e il 2005 il campionato veniva disputato in sette appuntamenti, di due gare ciascuno. Alcune eccezioni vi furono nei primi anni, quando venne disputata una gara singola, come a Valencia nel 2002 o a Jerez nel 2003, e ad Albacete, nel 2005.
La stagione 2006 è stata ampliata a 8 appuntamenti con gare anche a Magny-Cours in Francia.
Nelle stagioni più recenti, dal 2014 si sono svolti 8 appuntamenti per un totale di 16 gare.

## Albo d'oro

### Euroformula Open
| Stagione | Campione piloti  | Campione squadra   | Campione Rookies   |
| -------- | ---------------- | ------------------ | ------------------ |
| 2014     | Sandy Stuvik     | RP Motorsport      | Non assegnato      |
| 2015     | Vitor Baptista   | RP Motorsport      | Non assegnato      |
| 2016     | Leonardo Pulcini | Campos Racing      | Ferdinand Habsburg |
| 2017     | Harrison Scott   | RP Motorsport      | Nikita Troitskiy   |
| 2018     | Felipe Drugovich | RP Motorsport      | Bent Viscaal       |
| 2019     | Marino Sato      | Team Motopark      | Liam Lawson        |
| 2020     | Ye Yifei         | CryptoTower Racing | Niklas Krütten     |
| 2021     | Cameron Das      | Team Motopark      | Casper Stevenson   |
| 2022     | Oliver Goethe    | CryptoTower Racing | Vlad Lomko         |
| 2023     | Noel León        | Team Motopark      |                    |

### F3 Spagnola
| Stagione    | Campione piloti         | Campione squadra   | Campione Copa      |               |
| ----------- | ----------------------- | ------------------ | ------------------ | ------------- |
| 2001        | Ander Vilariño          | Racing Engineering |                    |               |
| 2002        | Marcel Costa            | Racing Engineering |                    |               |
| 2003        | Ricardo Maurício        | Racing Engineering |                    |               |
| 2004        | Borja García            | Racing Engineering |                    |               |
| 2005        | Andy Soucek             | Racing Engineering | Arturo Llobel      |               |
| 2006        | Ricardo Risatti         | Racing Engineering | Germán Sánchez     |               |
| 2007        | Máximo Cortés           | Escuderia TEC-Auto | Christian Ebbesvik |               |
| 2008        | Germán Sánchez          | Campos Racing      | Natacha Gachnang   |               |
| 2009 - 2013 | Non disputata           | Non disputata      | Non disputata      | Non disputata |
| 2014        | Sandy Stuvik            | RP Motorsport      | Costantino Peroni  |               |
| 2015        | Konstantin Tereshchenko | Campos Racing      | Non assegnato      |               |
| 2016        | Leonardo Pulcini        | Campos Racing      | Non assegnato      |               |
| 2017        | Devlin DeFrancesco      | RP Motorsport      | Non assegnato      |               |
| 2018        | Felipe Drugovich        | RP Motorsport      | Non assegnato      |               |

### European F3 Open
| Stagione | Campione piloti | Campione squadra  | Campione Copa   |
| -------- | --------------- | ----------------- | --------------- |
| 2009     | Bruno Méndez    | Campos Racing     | Callum MacLeod  |
| 2010     | Marco Barba     | Cedars Motorsport | Noel Jammal     |
| 2011     | Alex Fontana    | Team West-Tec     | Fabio Gamberini |
| 2012     | Niccolò Schirò  | RP Motorsport     | Kevin Giovesi   |
| 2013     | Ed Jones        | RP Motorsport     | Richard Gonda   |